# أضرحة الصحابة في باكستان
مكان دفن مجموعة من الصحابة والتابعين في مدينة بيشاور، في باكستان.
في “بيشاور” كانت وفاة ذلك الصحابي الجليل الفاتح سنان بن سلمة بن المحبق الهذلي ومقبرته مشهورة في ضواحي هذه المدينة، وقد فتحها الصحابي سنان بن سلمة المحبّق الهذلي في ضمن الفتوحات الإسلامية في مكران.
وقد قيل فيه:
حلّ بقصدار فأضحى بها … في القبر لم يقفل مع القافلين
لله قصدار وأعنابها … أيّ فتى دنيا، أجنّت، ودين
ذكره الدكتور عبد الرحمن البروهي في كتابه “الصحابة الكرام في باكستان”. لذلك اعتبر عدد من الكتاب المعاصرين كالدكتور رضوان الندوي هذه المدينة باب الإسلام للهند الواسعة.
- الأسم: سنان بن سلمة بن المحبق بن ربيعة بن صخر بن عتبة بن الحارث بن حصين بن الحارث بن عبد العزي بن دابغة بن لحيان بن هذيل بن مدركه بن الياس
- الشهرة: سنان بن سلمة الهذلي، الكنية: أبو جبير، أبو عبد الرحمن، أبو بشر
- النسب: الهذلي
- الرتبة: له رؤية.[2][3]

وأكد طاهر القادري أنه لا دليل علمي ينفي وجود ضريح هذا الصحابي بالذات في الباكستان وعلى الدولة أن تقوم بأنشاء ضريح تذكاري للصحابي الجليل.
وعندما التقى محمد علي جناح بشيخ الأزهر الشريف الشيخ مصطفى عبد الرازق ولفيف من رجال الأزهر والدعوة الإسلامية في مصر، في عام 1946م ليكتسب التأييد الرسمي والشعبي من دول العالم الإسلامي، طلب منه شيخ الأزهر تشييد مسجد على ضريح الصحابة في بلاده، ولكن حال دون ذلك مشاكل التأسيس الجسيمة في عنق جناح.

## في الديبل
وأيضا هناك عدد كبير من مدافن الصحابة والتابعين من القادة الذين ساهموا في تحرير مدينة الديبل وهي حاليا ضمن الحدود الإدارية لمدينة كراتشي.

## صفحات لها صلة
- البخاري
- قثم بن العباس
- ضريح

## روابط خارجية
- هنا: ضريح الصحابة باكستان - المقبرة الجماعية في “خضدار” - تقرير اليوم السابغ 3-4-2017 .
- هنا: ضريح الصحابة باكستان - المقبرة الجماعية في “خضدار” - فديو اليوم السابغ 3-4-2017 .